# 還魂：光與影
《還魂：光與影》（：／），為韓國tvN於2022年12月10日起播出的週末連續劇，由《今生是第一次》、《金秘書為何那樣》的朴峻華導演執導，《主君的太陽》、《花遊記》與《德魯納酒店》的洪氏姊妹之洪定恩和洪美蘭編劇執筆。
Netflix於2022年12月10日起每週六、日（UTC+8）上線。

## 剧情
《還魂》最後一集中墜入敬天大湖的無德（還魂中落壽施展還魂術附魂在無德身上，卻因無德是陳家長女，身具神力而導致落壽和陳復妍的靈魂都存在於這個身體裡）被母親陳湖警救起，為了續命，請求李徹施術以落壽的力量恢復了陳復妍肉身的生命，但陳復妍的靈魂卻被抹殺。續命後的落壽，失去了記憶與力量，但卻恢復了自己的容貌。
復生後的落壽，已不再是從前的無德，與張煜重逢後，又會開展出什麼樣的愛恨情仇...

## 演員陣容

### 主要人物
| 演員                                         | 角色                     | 介紹 |
| 李宰旭 少年：朴秀吾                          | 張煜                     | 张家大少爷→北城大将军 大湖國「張氏家族」的高尚但不良的少爺，伴着帝王星出生的人。是一個有著全國人民都在議論的狗血身世秘密的悲劇少爺。試圖用拳頭解决對人生不滿的過程中，遇到了的天下第一殺手落壽，走上了正確的命運之路。现在是大湖国最强的人，身怀冰石，人人避之不及。天下四季的「冬」。 |
| 高允貞 （少年：具裕貞 （页面存档备份，存于） | 赵萦／落壽／无德／陈复妍 | 赵家大小姐→杀手→张家仆人→「辰曜院」继承人→张煜之妻 像暗影一般來去無聲的天下第一殺手落寿，打扮起来是个绝世美女。本名为赵萦，天府馆赵充之女。被追杀逃命时，受伤，因此被迫施展还魂术还魂到无德（陈氏大女儿陈复妍）身上，后遇到张煜并与其相恋。在跳下敬天大湖之际，被陈氏母女救起，由李先生医治。被救活后，虽然还在复妍的躯体里，并且失去记忆与力量，但落寿恢复了本来容貌，还拥有了复妍的能以肉眼看见水气的能力。陈湖警将其秘密囚禁在陈氏别院里，以「陈氏家族」大小姐的身份活着。 |
| 黃旼炫                                       | 徐律                     | 徐家大少爷→「精进阁」阁主 大湖國「徐氏家族」的天才貴公子、西湖城徐日大将军之子，從小就在「精進閣」裡學習。文武、人品、外貌等都非常完美，現實感遲鈍的無刺激淡泊美所有者。少时与落寿相伴过一段时间，至今藏著對她的純情。天下四季的「秋」。 |

### 張氏家族
| 演員   | 角色   | 介紹 |
| 吳娜拉 | 金道主 | 本名金燕，「張氏家族」的管家兼實權人物，豪爽的女丈夫。金道主是照顧張氏家族所有事情的人物，雖然端莊豪放，堅強，但是只在張煜面前變得脆弱的少爺傻瓜，和想要嚴格管理張煜的朴進吵吵鬧鬧。 |
| 朱相昱 | 张强   | 「天府馆」前任馆主、「张氏家族」家主。因让冰石和还魂术重新面世，而自杀谢罪。 |

### 松林
| 演員   | 角色   | 介紹 |
| 劉俊相 | 朴進   | 大湖國最有勢力組織「松林」的前首領。朴進憑藉著暴風般的氣場和細膩的領導能力，受到年輕術士們的尊敬。但是由於好朋友的兒子張煜不長進，總是很焦急。經常和金道主吵吵鬧鬧，感情有些曖昧。为了保护得到冰石的张煜而卸任首领一职。 |
| 劉仁秀 | 朴當具 | 朴進的侄兒，「松林」的现任首领。雖然家中財力雄厚，可說是上位圈1%的程度，但比起學習成為繼承者，他更關心大湖國內的各種傳聞，只希望開心玩樂的生活。喜歡陳超妍，并与其结为夫妻。天下四季的「夏」。                           |

### 徐氏家族
| 演員   | 角色   | 介紹                                                                   |
| 都想友 | 徐潤娛 | 「徐氏家族」中最有野心的人，徐律的堂叔，王妃的堂弟，陈复妍的“未婚夫”。 |

### 辰曜院
| 演員   | 角色   | 介紹 |
| Arin   | 陳超妍 | 大湖國最有名的名媛兼「陳氏家族」的小女兒，曾和張煜有婚約，後與朴當具成婚，但婚礼被中断。外表看起來比任何人都華麗、有品位，但實際上是像孩子一樣天真、不懂事的小女孩。天下四季的「春」。 |
| 朴恩惠 | 陳湖警 | 「辰曜院」院長，「陳氏家族」的夫人。救了落寿后，念在她失去了记忆并且躯体是大女儿陈复妍的，而像对亲生女儿一样疼爱她，但对女儿躯体的容貌是落寿的，一直有点介意。 |
| 高允貞 | 陈复妍 | 「辰曜院」准继承人，「陈氏家族」大女儿。是个有着超凡神力和虚弱肉体的盲女，真实身份是大湖国第一神女陈雪兰的一缕灵魂的转世。小时候走失，来到沙里村，并化名无德。后从沙里村被卖到取仙楼。被落寿附魂后，用神力将其灵魂束缚在自己体内，并失去身体的主控权。后来李先生为了救活拥有两人灵魂的肉体，而在陈湖警的许可下，抹杀了复妍的灵魂（其实只是沉睡了），并以落寿所有的力量来恢复肉身生命。复妍躯体拥有的神力和落寿灵魂的记忆一并消失。 |

### 細竹院
| 演員   | 角色   | 介紹                                                                                         |
| 李道慶 | 許琰   | 大湖國最好的醫所「細竹院」院長。                                                             |
| 洪瑞熙 | 許贇鈺 | 許琰的孫女，举止端庄，醫術精湛。喜欢张煜。在聽聞張煜與陳復妍結婚的消息後，時常不待見陳復妍。 |
| 鄭智安 | 純伊   | 許贇鈺的侍從。后来在复妍的担保下，成为徐律的徒弟。                                           |
| 金容鎮 | 徐醫員 | 「細竹院」資深醫員。                                                                         |

### 天府館
| 演員   | 角色 | 介紹 |
| 趙在允 | 陳武 | 靠隐忍而得到官職的「天府館」现任館主，是個為了實現自己的野心而不惜實施邪術的人物。陳家私生子，陳湖警同父異母的弟弟。 |

### 王室
| 演員   | 角色   | 介紹 |
| 申承浩 | 高元   | 大湖國世子→大湖国国王 嚮往成为寬容慈愛的君主的高元，被無德看穿了心術不正、人性化的面貌後，只在無德面前表露內心。虽然表面和张煜不對盤，但心里却一直想和他拉进距离。 |
| 沈素英 | 徐荷善 | 大湖國的王妃、高元的母親、徐律的姑母。被崔氏女巫设计，与其互换身体，并被囚禁。被救出来后，因为顶着崔氏丑陋的面貌，而感到自卑，从此性情大变。现被陈武蛊惑利用。     |
| 崔光逸 | 高顺   | 大湖国国王、先王的弟弟。惧怕着张强预言的伴着帝王星出生的孩子会突然出现，夺走他的王位。                                                                             |

### 取仙樓
| 演員 | 角色 | 介紹                         |
| 素珍 | 珠月 | 大湖國酒樓「取仙樓」的主人。 |

### 其他人物
| 演員   | 角色   | 介紹 |
|        | 徐经   | 「松林」创立者、「徐氏家族」的先祖、李先生的师父、陈雪兰的爱人，与张煜一样是个伴着帝王星出生的人。数年前与陈雪兰一起封印火鸟，结束大旱。为了不威胁到王室的存在，而让徐家搬往西湖城驻守。死前给陈雪兰留下了冰石和一封情书。                                                                |
|        | 陈雪兰 | 「辰曜院」创立者、「陈氏家族」的先祖、大湖国神力最强的神女、徐经的爱人。数年前与徐经一起封印火鸟，结束大旱。死前预测到未来火鸟会再次现世，而留下一缕魂魄。之后借着冰石以及陈湖警腹中的死胎，而得以以“陈复妍”之名重生。                                                                    |
| 林徹洙 | 李徹   | 因為一年四季都穿著麻布麻衣，所以又被稱呼為「麻衣李先生」。松林創辦人徐經嫡傳弟子。當年弟子許琰誤以為年過百歲的師尊已斷氣死亡(實則是面壁修練100日，測試是否達換水境界，暫時將靈魂抽離身體)，將其屍身火化，不得已靈魂只得附身在凍死的乞丐小孩子身上。他是一个似乎对所有事情都了如指掌的人。 |
| 徐慧原 | 昭泥   | 無父無母，曾被陳武利用，假扮陳復妍，后被揭發。深愛徐律，最後因放心不下體內有血蟲的徐律，而返回賭場，被陳武的手下重傷而亡。自认此生最对不起的人是心地善良的陈复妍。 |

## 原聲帶
- Part.1（發行日期：2022年12月18日）

| 曲序 | 曲目                  | 演唱 | 时长 |
| ---- | --------------------- | ---- | ---- |
| 1.   | Blue Flower（푸른꽃） | Lia  | 3:48 |
| 2.   | Blue Flower（Inst.）  |      | 3:48 |

- Part.2（發行日期：2022年12月25日）

| 曲序 | 曲目                                              | 演唱   | 时长 |
| ---- | ------------------------------------------------- | ------ | ---- |
| 1.   | Tree(Just Watching You 2)（나무 (바라만 본다 2)） | 黃旼炫 | 4:03 |
| 2.   | Tree(Just Watching You 2)（Inst.）                |        | 4:03 |

- Part.3（發行日期：2023年1月1日）

| 曲序 | 曲目               | 演唱  | 时长 |
| ---- | ------------------ | ----- | ---- |
| 1.   | I’m sorry          | Ailee | 4:16 |
| 2.   | I’m sorry（Inst.） |       | 4:16 |

## 收視率
| 季數 | 季數 | 每季集數 | 每季集數 | 每季集數 | 每季集數 | 每季集數 | 每季集數 | 每季集數 | 每季集數 | 每季集數 | 每季集數 |
| 季數 | 季數 | 1        | 2        | 3        | 4        | 5        | 6        | 7        | 8        | 9        | 10       |
| ---- | ---- | -------- | -------- | -------- | -------- | -------- | -------- | -------- | -------- | -------- | -------- |
|      | 2    | 1.648    | 1.933    | 1.812    | 2.126    | 1.676    | 1.967    | 1.518    | 2.054    | 1.871    | 2.267    |

| 集數       | 播出日期   | 尼爾森收視率     | 尼爾森收視率   |
| 集數       | 播出日期   | 大韓民國（全國） | 首爾（首都圈） |
| ---------- | ---------- | ---------------- | -------------- |
| 1          | 2022/12/10 | 6.719%           | 7.852%         |
| 2          | 2022/12/11 | 7.743%           | 8.808%         |
| 3          | 2022/12/17 | 7.176%           | 8.236%         |
| 4          | 2022/12/18 | 8.458%           | 9.366%         |
| 5          | 2022/12/24 | 7.134%           | 7.665%         |
| 6          | 2022/12/25 | 8.237%           | 9.206%         |
| 7          | 2022/12/31 | 6.444%           | 6.654%         |
| 8          | 2023/01/01 | 8.605%           | 10.078%        |
| 9          | 2023/01/07 | 8.218%           | 8.853%         |
| 10         | 2023/01/08 | 9.651%           | 10.603%        |
| 平均收視率 | 平均收視率 | 7.839%           | 8.732%         |

- 收視最低的集數以藍色表示，收視最高的集數以紅色表示，而空格則表示該集的收視沒有相關數據。

## 話題性
電視劇部分
| 日期      | 佔有率 | 排名 |
| --------- | ------ | ---- |
| 12月第2週 | 14.60% | 2    |
| 12月第3週 | 19.28% | 2    |
| 12月第4週 | 22.05% | 2    |
| 12月第5週 | 46.49% | 1    |
| 1月第1週  | 42.31% | 1    |

演員部分
| 日期      | 排名   | 排名   | 排名   | 排名   | 排名 |
| 日期      | 李宰旭 | 高允貞 | 黃旼炫 | 趙在允 |      |
| --------- | ------ | ------ | ------ | ------ | ---- |
| 12月第2週 | 6      | 3      | -      | -      |      |
| 12月第3週 | 4      | 3      | -      | -      |      |
| 12月第4週 | 2      | 3      | 5      | -      |      |
| 12月第5週 | 1      | 2      | 3      | 8      |      |
| 1月第1週  | 1      | 2      | -      | 3      |      |

## 記事
- 2022年8月28日，第二季預告片於網上流出，女主角由高允貞接棒演出[4]。

## 外部連結
- 韓國tvN官方網站
- Daum上《還魂：光與影》的資料
- 在Netflix上觀看《還魂：光與影》

| tvN 週末連續劇                             | tvN 週末連續劇                                | tvN 週末連續劇 |
| ------------------------------------------ | --------------------------------------------- | -------------- |
|                                            | 還魂：光與影 （2022年12月10日－2023年1月8日） |                |
| 王后傘下 （2022年10月15日－2022年12月4日） | 頭等緋聞 （2023年1月14日－2023年3月5日）      |                |